# Villa Bethania

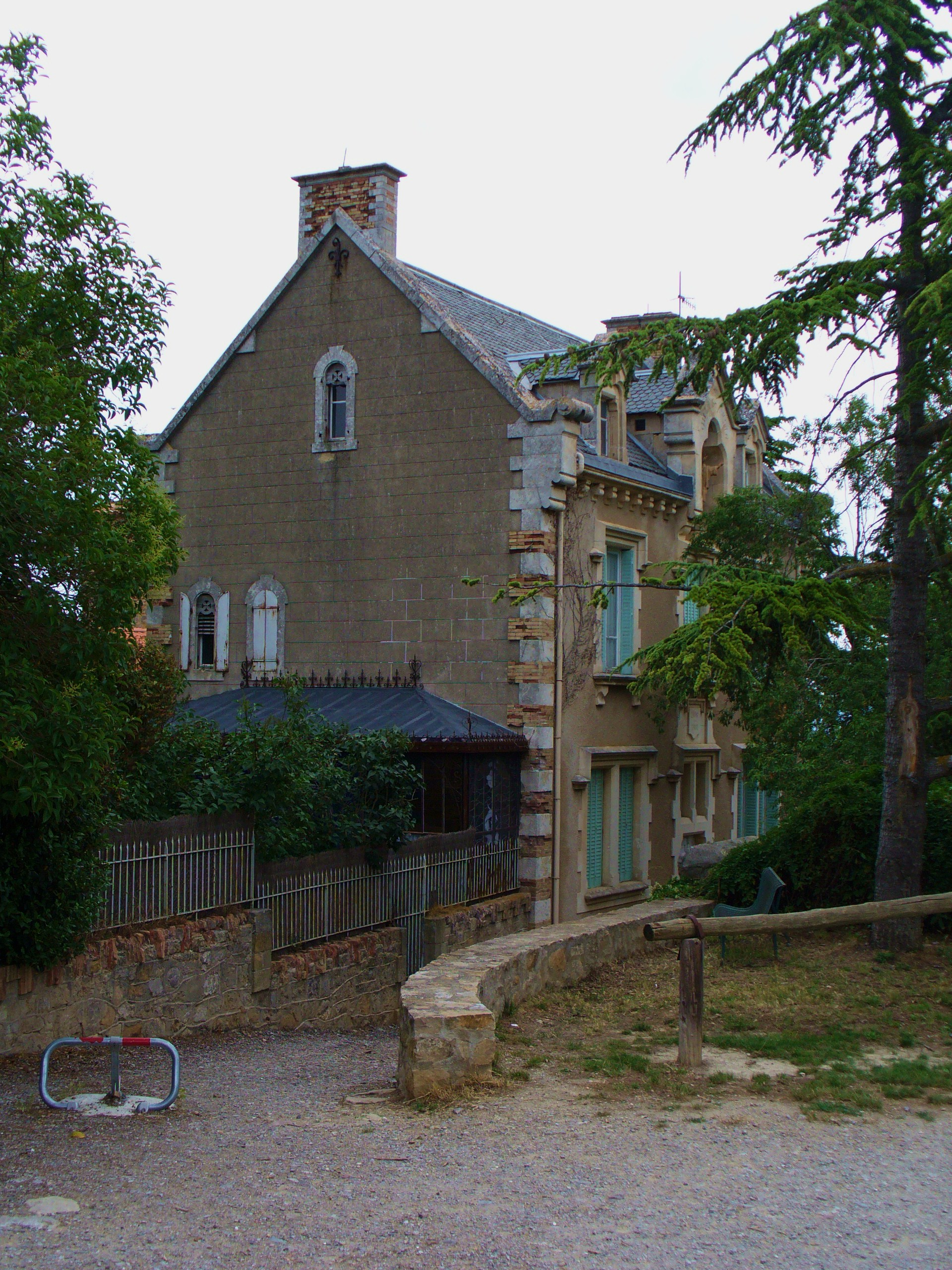
Villa Béthania.

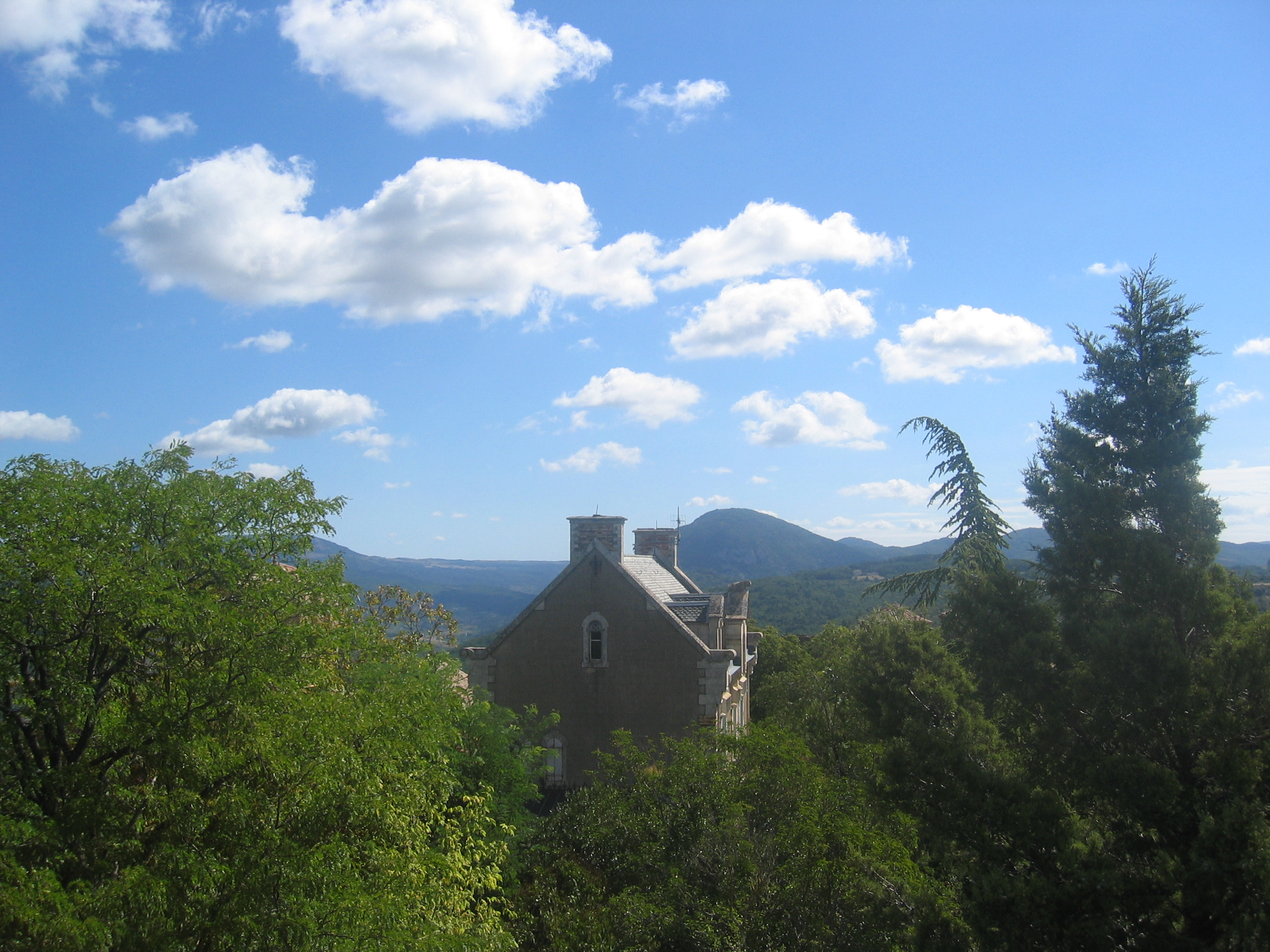
Villa Béthania.

La Villa Bethania ou Villa Béthanie est une maison de nature résidentielle, construite entre 1901 et 1902, dans le cadre de la création du domaine de l'abbé Bérenger Saunière, l'ancien curé de Rennes-le-Château entre 1885 et 1909. Elle devait, à l'origine, et, selon les déclarations de l'abbé Saunière, servir de maison de repos pour des anciens ecclésiastiques à la retraite.
Le site est inclus depuis l'an 2000 dans le cadre d'un musée local consacré à ce curé et propriété de la commune de Rennes-le-château.

## Histoire

### Origine
La maison a été construite au tout début du XXe siècle à l'initiative de l'abbé Béranger Saunière, curé de la paroisse de Rennes-le-Château sur des lots de terrains dont il a fait préalablement l'acquisition (et selon de nombreux ouvrages au nom de sa servante et employée Marie Dénarnaud).
Ami personnel de l'abbé Saunière, l'entrepreneur (mais également limonadier) Élie Bot fut chargé par l'ecclésiastique de réaliser la construction du bâtiment. Les plans de cette construction ont été réalisés par l'architecte Tiburce Caminade.
Cette villa, à l'instar des autres constructions du domaine de l'abbé (Tour Magdala) a été entièrement financée sur ses propres ressources.

### Après la mort de l'abbé Saunière
Marie Denarnaud, la fidèle servante de l'Abbé Saunière, vécut dans la Villa Béthania à la suite du décès de l'Abbé. celle-ci ne pouvant régler les taxes foncières de la propriété, elle fut probablement contrainte de vendre la villa en viager. En 1946, l'entrepreneur Noël Corbu a racheté l'ancienne propriété de l'abbé Saunière et réglé toutes les dettes.
En 1955, la Villa Béthania est devenue un restaurant L'Hôtel de la Tour, géré par Noël Corbu, dans le but d'attirer des clients qui pourraient s'intéresser aux nombreux mythes entourant la zone. Noël Corbu tenta d'embellir la légende, puis désillusionné, il vendit sa propriété en 1965 à Henri Buthion qui y poursuit des fouilles, mais sans succès.

## Son créateur, Béranger Saunière

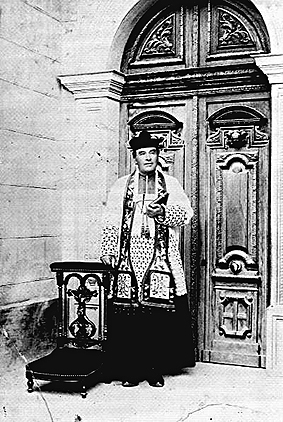
L'abbé Bérenger Saunière devant le porche de l'église de Rennes-le-château.

L'abbé Béranger Saunière est un prêtre catholique français, né le 11 avril 1852 à Montazels, village situé dans le département de l'Aude et mort le 22 janvier 1917 à Rennes-le-Château, village situé dans ce même département.
Celui-ci est principalement connu pour avoir dépensé d'importantes sommes d'argent durant son ministère effectué à Rennes-le-Château, mais dont le montant, la nature et l'origine exactes restent inconnus.

## Style et décorations
La Villa Béthania, construite dans un style pseudo renaissance, est décorée avec le symbolisme religieux du Sacré-Cœur sous la forme de vitraux et d'une grande statue de Jésus-Christ, située au-dessus de l'entrée.

## Musée
Devenue la propriété de la commune de Rennes en l'an 2000, le presbytère, et le domaine de l’abbé Saunière qui lui est contigu, a été aménagé en musée local afin de découvrir les informations les plus essentielles sur cet étonnant curé et ses fameuses découvertes qui ont beaucoup fait couler d'encre.
L'entrée de ce petit musée, situé dans l'entresol de la villa Béthanie, près de l'église, est payant (ticket remis à l'entrée), et il propose des visites guidées moyennant un supplément.